# Ernst Eichler (Eishockeyspieler)
Ernst Eichler (* 19. Dezember 1925 in Komotau, Tschechoslowakei; † 20. Mai 2005 in Mannheim) war ein deutscher Eishockeyspieler und von 1984 bis 1988 Vizepräsident des Deutschen Eishockey-Bundes.
Als Soldat wurde er im Zweiten Weltkrieg zunächst nach Polen und 1943 nach Litauen versetzt, kam später in ein Lazarett und überlebte dort einen britischen Bombenangriff unverletzt. Nach dem Zweiten Weltkrieg studierte er Veterinärmedizin in Gießen. Danach hatte er die Chance, eine Assistentenstelle im Frankfurter Zoo zu übernehmen, entschied sich aber für seinen Lieblingssport und spielte von 1947 bis 1956 für den VfL Bad Nauheim (319 Spiele, 227 Tore) und von 1956 bis 1964 für den Mannheimer ERC. Nach seiner aktiven Karriere wurde er Eishockey-Obmann beim Mannheimer ERC und im baden-württembergischen Eislaufverband, später dann Spielleiter der Eishockey-Bundesliga und von 1984 bis 1988 Vizepräsident des Deutschen Eishockey-Bundes. Bei den Olympischen Spielen 1972 und 1988 war er jeweils stellvertretender Delegationsleiter Deutschlands. 1988 wurde Eichler zum Ehrenmitglied des DEB ernannt.

## Sportlicher Werdegang

### Als Spieler
- Rastenburg (heute: Kętrzyn)
- 1947–1956 VfL Bad Nauheim
- 1956–1964 Mannheimer ERC

### Als Funktionär
- seit der Gründung des Deutschen Eishockey-Bundes 1963 DEB-Vorstandsmitglied
- 1984–1988 DEB-Vizepräsident

### Auszeichnungen
- Goldene Ehrennadel des DEB
- 1988 Ehrenmitglied des DEB